# Tamatia de Lafresnaye
Malacoptila panamensis
Espèce
Statut de conservation UICN

 LC  : Préoccupation mineure
Le Tamatia de Lafresnaye (Malacoptila panamensis) est une espèce d'oiseaux de la famille des Bucconidae.
Son aire de répartition néotropicale s'étend depuis le sud-est du Mexique jusqu'au centre de l'Équateur.

## Description
Cet oiseau mesure 18 cm de longueur pour une masse moyenne de 42 g. Il est corpulent avec une grosse tête avec des vibrisses blanches tout autour du bec. Il a les yeux rouges. Il présente un dimorphisme sexuel : le mâle est plus rayé et plus cannelle que la femelle au plumage plus gris sur le dos et le ventre plus blanc.

## Habitat
Cet oiseau fréquente les forêts.

## Comportement
Cet oiseau discret et peu farouche vit souvent en couple. Il guette ses proies à partir d'un perchoir à l'ombre.

## Sous-espèces
Cet oiseau est représenté par 6 sous-espèces :
- Malacoptila panamensis chocoana Meyer de Schauensee, 1950 de l'ouest de la Colombie ;
- Malacoptila panamensis fuliginosa Richmond, 1893 du sud-est du Nicaragua à l'ouest du Panama ;
- Malacoptila panamensis inornata (Du Bus de Gisignies, 1847) du sud du Mexique au nord du Nicaragua ;
- Malacoptila panamensis magdalenae Todd, 1943 du nord de la Colombie ;
- Malacoptila panamensis panamensis Lafresnaye, 1847 du sud-ouest du Costa Rica au nord-ouest de la Colombie ;
- Malacoptila panamensis poliopis P. L. Sclater, 1862 du sud-ouest de la Colombie à l'ouest de l'Équateur.